# Kotetsu Jeeg
Kotetsu Jeeg (鋼鉄ジーグ Kōtetsu Jīgu?) es un manga mecha creado por Gō Nagai e ilustrado por Tatsuya Yasuda en 1975. La versión animada se estrenó ese mismo año siendo producida por Toei Doga, actualmente llamada Toei Animation, y dirigida por Masayuki Akihi; consistió en 46 capítulos que se emitieron en América Latina como parte del Festival de los Robots durante los años 80 (alrededor de 1982) bajo el nombre El Vengador.
La canción de apertura en español fue interpretada por el artista chileno "Capitán Memo". Además, el anime se emitió en diversos países de Europa (como Italia) y más de 30 años después tuvo una secuela, llamada Kotetsushin Jeeg.

## Historia
El profesor Shiba, un talentoso científico y arqueólogo, descubre en sus investigaciones una campana de bronce cuyas inscripciones narran la historia de la reina Himika, gobernante de Jamatai cuyo reinado del mal terminó quedando ella dormida por mil años. A partir de este momento, el profesor dedica su vida a preparar al mundo para su regreso.  
Un día, su hijo Hiroshi, un joven y rebelde piloto de carreras tiene un grave accidente del que gracias a los auxilios de su padre se recupera completamente. En esos mismos momentos los guerreros Haniwa, monstruos gigantes al servicio del Imperio Jamatai, en el ataque el profesor es herido gravemente y donde muere en los brazos de su hijo, pero no sin antes haberle entregado un collar extraño y un par de guantes misteriosos. Antes de morir, el profesor Shiba creó una computadora donde respaldó su mente y recuerdos: así le revela a su hijo que usando los guantes y el collar puede transformarse en un mecha llamado Kotetsu Jeeg, destinado a defender a la humanidad de terribles monstruos Haniwa y la reina Himika.
Para transformarse en Jeeg, Hiroshi se convierte primeramente en un cyborg, el cual se transforma en la cabeza del robot, mientras que las partes que forman su cuerpo son lanzadas desde una nave por Miwa, la joven asistente de su padre.

## Personajes
Hiroshi Shiba (しば ひろし)
Nombre del doblaje: Febo Jarlok
Seiyū: Toru Furuya
Protagonista principal, sufrió un accidente mortal tiempo antes que inicien los ataques y su padre usó sus conocimientos para reconstruir su cuerpo como un ser cibernético sin revelárselo hasta que comienza la guerra contra Himika.
Miwa Uzuki (うづき みわ)
Nombre del doblaje: Mirna
Seiyū: Rioko Yoshida
Asistente del profesor Shiba que queda a cargo de este cuando queda huérfana a los 4 años. Después de la muerte del profesor, pilotea el avión/submarino que lanza las partes para ensamblar a Jeeg mientras "flota" en el aire.
Senjiro Shiba (しば せんじろう)
Nombre del doblaje: Profesor Jarlok
Seiyū: Masahiro Murase
Padre de Hiroshi y el creador de la tecnología detrás del vengador. Fue un científico que descubrió y mantuvo oculta la campana de bronce de Medusa, artefacto que ella necesitaba para conquistar la Tierra. Murió a manos de Luzbel y los soldados de Medusa tras haber sido interrogado sobre la campana. El profesor, antes de morir, había programado sus "ondas cerebrales" en una supercomputadora lo que le permitiría mantener intacta sus memoria, conocimiento y personalidad.
Dairi shochō (ダイリ所長)
Nombre del doblaje: Profesor Darci
Seiyū: Isamu Tanonaka
Encargado de la base de donde es desarrollado Jeeg, toma el relevo del profesor Shiba después de su muerte.
Kikue Shiba (しば きくえ)
Nombre del doblaje: Martha Jarlok
Seiyū: Nana Yamaguchi
Madre de Hiroshi, madre adoptiva de Miwa y esposa del profesor Shiba, es ama de casa y siempre se le ve preocupada al ser la cabeza de la familia tras haber enviudado, cada vez que su hijo entra en acción como Jeeg su preocupación es mayor.
Hiseki no Don (黒鷲のドン) y Pancho (パンチョ)
Nombre del doblaje: Don y Bobón
Seiyūs: Kenichi Ogata y Osamu Kato
Rivales de Hiroshi en las carreras de autos y alivio cómico. Don tiene una pronunciada mandíbula y Bobón una permanente mucosidad en la fosa nasal derecha. Para combatir a los robots enemigos crean al robot Mechadon (Tobor) con partes de autos viejos, Este tiene forma de auto de carreras  en la parte inferior,  y en la superior el torso de un robot con alas de avión en vez de brazos. Generalmente un recurso cómico, en más de una ocasión, ha ayudado a Jeeg o a Miwa.
Mayumi Shiba (しば まゆみ)
Nombre del doblaje: Mayita
Seiyū: Kasue Takahashi
Hija menor del profesor Senjiro y Kikue y hermanita menor de Hiroshi. Admira de gran modo a su hermano.
Chibi (チビ)
Nombre del doblaje: Chapo
Seiyū: Shunji Yamada
Un huérfano adoptado por Shiba. Siempre se le ve trabajando como mecánico en el taller de Hiroshi y como asistente en las carreras de autos de este último.
Iván (Harada 原田)
Nombre del doblaje:
Seiyū: Shunji Yamada
Ex-rival de Hiroshi en judo, es el dueño del cementerio de autos a donde Don y Bobón recurren a buscar partes mecánicas para construir a  Mechadon.
El Topo (Gyare ゲラ)
Nombre del doblaje:
Un desagradable topo de color rosado que se sale de la tierra a burlarse de Don y Bobón por sus repetidos fracasos.
La emperatriz Medusa (Himika 女王ヒミカ)
Nombre del doblaje:
Seiyū: Kasue Takahashi
Emperatriz del imperio Yamatai y principal antagonista de la serie. Busca conquistar el mundo de la superficie usando sus robots gigantes haniwa y sus principales servidores son Megaterio, Luzbel y Sombra.

## Reparto

### Personajes principales
| Personaje       | Actor de voz (Japón) | Doblaje (Hispanoamérica) | Doblaje (España)    |
| --------------- | -------------------- | ------------------------ | ------------------- |
| Febo Jarlok     | Toru Furuya          | Jesús Barrero            | José Antonio Gavira |
| Mirna           | Rioko Yoshida        | Maru Guzman              | Ana Cremades        |
| Profesor Jarlok | Masahiro Murase      | Edgar Wald               | Javier del Río      |
| Profesor Darci  | Isamu Tanonaka       | Rubén Arvizu             | Mariano Peña        |
| Martha Jarlok   | Nana Yamaguchi       | María Becerril           | Nonia de la Gala    |
| Don Hiseki      | Kenichi Ogata        | Roberto Alexander        | Antonio Inchausti   |
| Bobón           | Osamu Kato           | Jesús Barrero            | José Antonio Gavira |
| Mayita          | Kasue Takahashi      | Denise Lebre             | Julia Oliva         |
| Chapo           | Shunji Yamada        | Jesús Barrero            | Ángeles Neira       |

### Imperio Yamatai
| Personaje | Actor de voz (Japón) | Doblaje (Hispanoamérica) | Doblaje (España)  |
| --------- | -------------------- | ------------------------ | ----------------- |
| Medusa    | Kasue Takahashi      | Linda Arce               | María Sarmiento   |
| Megaterio | Shunji Yamada        | Roberto Alexander        | Antonio Inchausti |
| Luzbel    | Osamu Kato           | Eduardo Benjumea         | Mariano Fraile    |
| Sombra    | Kan Tokumaru         | Alejandro Abdalah        | Manuel Santana    |

## Secuela
En abril de 2007 se emitió una secuela de 13 episodios, titulada Kotetsushin Jeeg. La historia se ambienta en el año 2025, 50 años después de la batalla final entre el Imperio Yamatai y Jeeg.

## Lista de episodios
01.- La llegada de un héroe.
02.- El secuestro de Mayita.
03.- Balón Mortal.
04.- Una nueva arma para combatir al enemigo.
05.- Tobor el Magnífico.
06.- Levántate, Vengador.
07.- Contaminación radioactiva.
08.- La ceguera de Febo.
09.- Ataque al lanzador mágico.
10.- El Hada de las nieves.
11.- Ataque a la Base vengadora.
12.- La captura de Febo.
13.- Un hombre de paz.
14.- Aceptando la verdad.
15.- Príncipe Bobón.
16.- Un ejemplo para Febo.
17.- Tobor 2.0.
18.- El profesor Jarlock en peligro.
19.- Un guerrero llamado Toquero.
20.- El pesar de Mayita.
21.- El mensaje de un padre.
22.- Triunfar sobre el mal.
23.- Crucero infernal.
24.- Aguas venenosas.
25.- Condicionamiento telepático.
26.- El Secreto de la campana de bronce.
27.- Odio implacable.
28.- Ataque suicida.
29.- El Emperador de las tinieblas.
30.- La desaparición de Mirma.
31.- Ultra alta altitud.
32.- Dirigido al centro de la Tierra.
33.- Sabotaje.
34.- Ataque desde el más allá.
35.- Estancamiento.
36.- La rosa negra.
37.- Misión camino.
38.- La última carga.
39.- A toda costa.
40.- Radio Omega.
41.- El retorno de Medusa.
42.- Trágico error.
43.- Tomado como rehén.
44.- Más allá de la vida.
45.- Hasta el último aliento.
46.- Para la victoria.